# 그린 랜턴

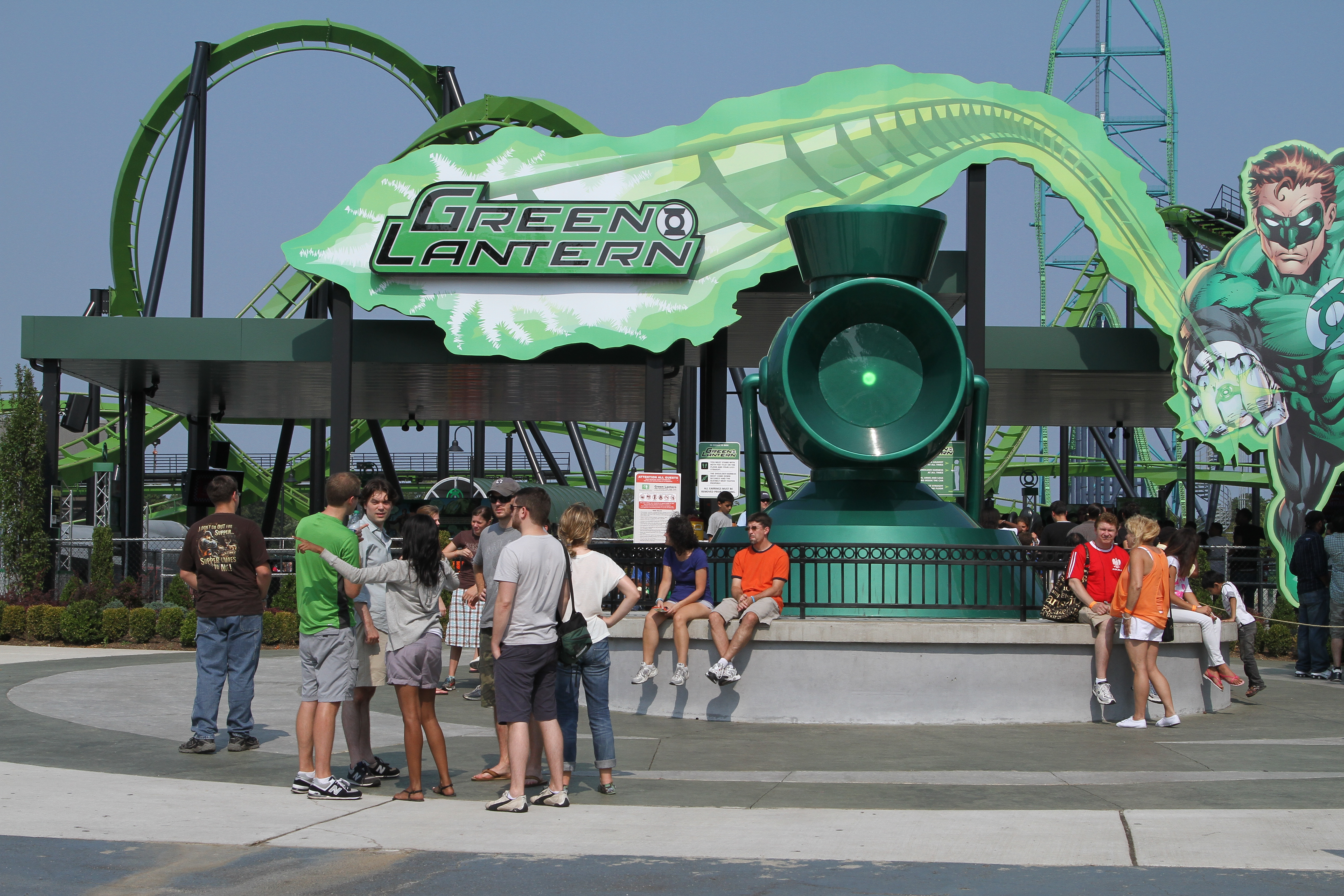

그린 랜턴(영어: Green Lantern)은 DC 코믹스의 만화에 등장하는 슈퍼히어로 집단, 혹은 그 구성원을 가리키는 말이다. "그린파워 링"이라는 반지를 사용해서 물체를 만들어 내는 것이 특징이다.
첫 등장은 1940년에 발간된 《올 아메리칸 코믹스》 16호로, 이후 다양한 형태로 작품에 등장하였다.
대표적으로 "할 조던"이라는 그린 랜턴이있다
"그린파워링"은 의지력이 강하고 두려움이 없는 사람을
선택한다. 영화로는 《그린 랜턴: 반지의 선택》이있다. 대표적인 숙적은 시네스트로 군단으로
원래 그린랜턴 군단의 수장인 시네스트로가 의지력의 상징인 에메랄드색인 초록색과 반대되는 두려움의 상징인
노란색으로 옐로우파워링을 만들어 군단을 조직하면서부터 시작되었다.
그린파워링은 우주의 중심에 있는 오아행성에 사는 외계종족들이 만들었는데 우주를 3600개의 셉터로 나눠 각 셉터에 한개씩 그린파워링을 보내 그 셉터를 지키게 한다. 지구는 2814 셉터이다. 지구에는 총 8명에 그린 랜턴이있는데 할 조던, 가이 가드너, 사이먼 배즈, 존 스튜어트, 제시카 크루즈, 카일 레이너이다. 그린랜턴과 같이 우주에는 다른 랜턴도 있는데 레드랜턴, 에이전트 오렌지, 인디고트라이브, 스타사파이어 군단, 블루랜턴 군단, 시네스트로 군단이다.
이중 그린랜턴 군단과 동맹인 군단은 블루랜턴 군단 하나 뿐이다. 이 모든 군단이 싸운 전쟁을 "빛의 전쟁"이라 한다